# 無條件基本收入

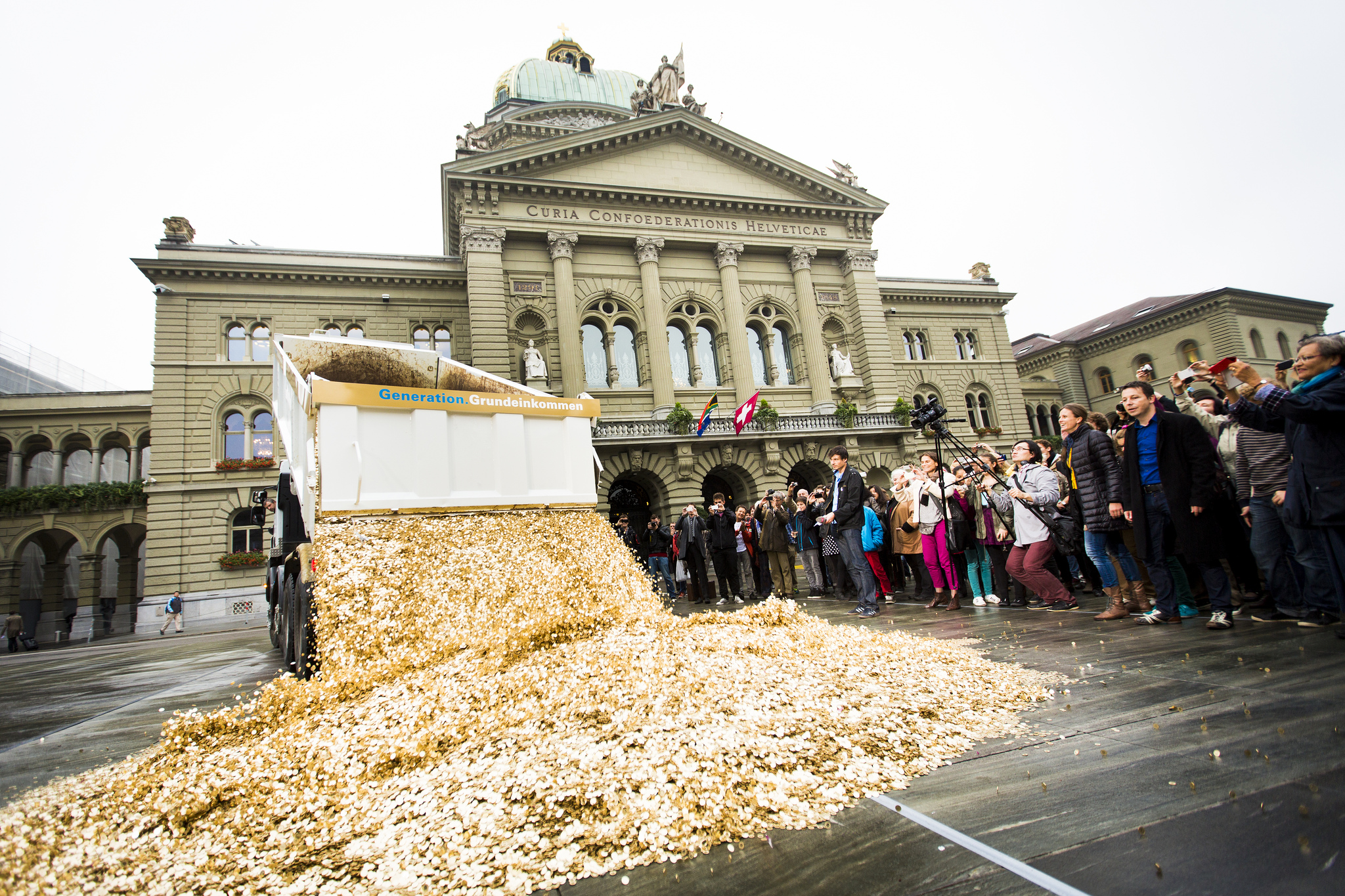
2013年瑞士支持基本收入的遊行

支持全歐盟實施無條件基本收入運動

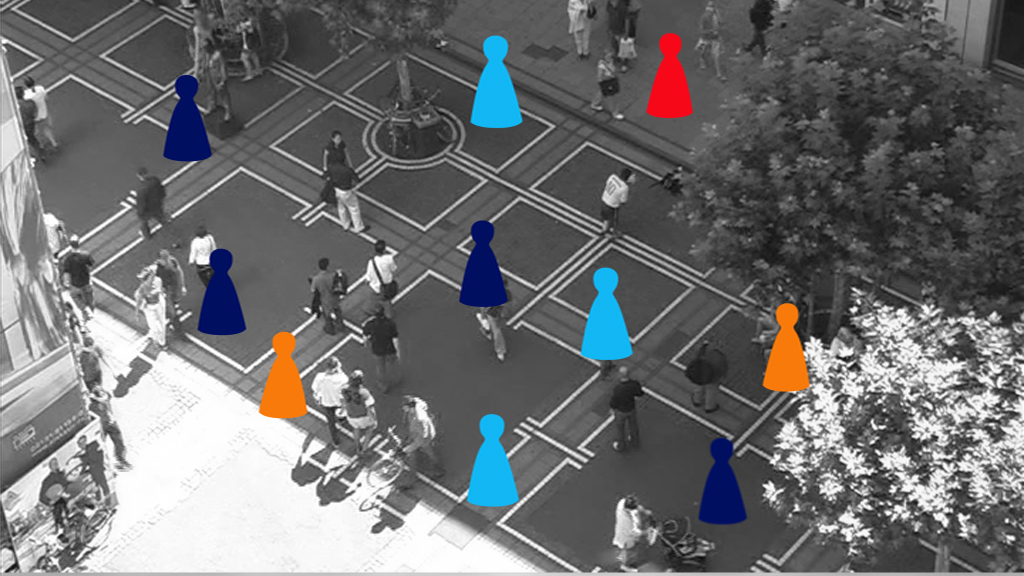
認為會增加街上消費人口數的海報(德國)

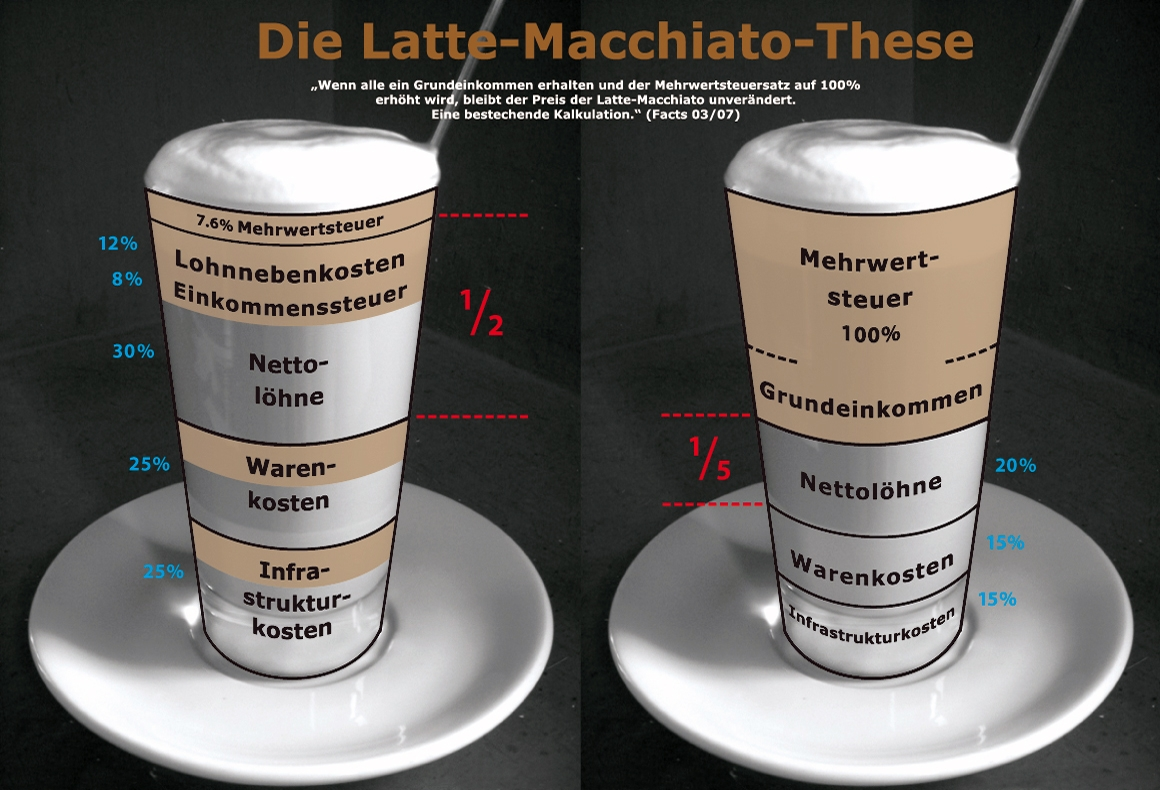
基本收入將改變經濟生態

無條件基本所得（英語：Unconditional Basic Income），簡稱 UBI ，又稱為全民基本所得（Universal Basic Income）或基本所得（Basic Income），是指沒有條件、資格限制，不做資格審查，每個國民或成員皆可定期領取一定金額的金錢，由政府或團體組織發放給全體成員，以滿足人民的基本生活條件，包括食物、居住、教育、醫療、公用事業等基本花費，藉由經濟的保障，以落實基本人權。无条件基本收入与最低工资的区别在于不需要工作也可以获得该收入，而最低工资是以参加工作为前提条件获得的最低收入。目前沒有政府組織或團體在國家層面實施這一政策，但在一些國家有定點實驗或相應的政治討論。

## 概述
《世界人權宣言》第二十五條揭示：“人人有權享受其本人及其家屬康樂所需之生活程度，舉凡衣、食、住、醫藥及必要之社會服務均包括在內；且於失業、患病、殘廢、寡居、衰老或因不可抗力之事故致有他種喪失生活能力之情形時，有權享受保障。”《經濟、社會及文化權利國際公約》第十一條：“本公約締約各國承認人人有權為他自己和家庭獲得相當的生活水準，包括足夠的食物、衣著和住房，並能不斷改進生活條件。”有論述認為，無條件基本收入是唯一可以真正幫助窮人的社會福利，在現行社會福利體制下，不論如何排富，或是資產審查制度，都會有補助門檻的問題與貧窮陷阱的效應，或不知道如何申請補助、或過程太過複雜，或不知道是否符合資格，或是讓不需要或不符合資格的對象取得補助，而導致真正需要的對象無法獲得救助、並衍生福利詐騙、行政官僚、貪腐等問題，受補助的群體還會有被歧視與標籤化的問題。
對每個社群而言，無條件基本收入，是一種無條件被保障的收入，有五個標準：
一、定期發放，例如每月，而不是只給一次。
二、以金錢方式支付，讓個人可以自行決定自己的需求，而不是提供食物或其他物資、有特定用途限制的券。
三、以個人為主體，而不是家庭、組織、單位等。
四、普遍性，發放給全民，沒有資格審查。
五、無條件，基本收入完全沒有與工作勞務付出，或展現工作意願有關的條件。
無條件基本收入的發放模式如2009年的振興經濟消費券或澳門現金分享計畫相似，但它是定期持續發放，而且不設定期限、具有與現金相同的所有權，發給全體國民不作群體區分，無資格限制。無條件基本收入讓任何人，即使無法從事謀生活動，包括工作、創業、投資等，也能享有基本生活所需，提供最低生活保障，而不會因經濟問題而無法生存，且不必因為經濟壓力，而被迫從事不適合自己、或是勞動條件惡劣的工作，甚至鋌而走險尋求不正當的途徑，期望偷透高風險的方法翻身、或受到龐式騙局、資金盤的誘惑而受到詐騙，或是因高利貸而陷入債務陷阱，並改善現行社會福利體制的不足。基本收入目前被認為是人類勞動由高度智慧機器取代後，人類仍然可以享受生產成果的最佳措施。
反對者認為，無條件基本收入會讓人們失去工作的意願，從而使整個經濟衰退，也衝擊「天下沒有白吃的午餐」等既有觀念，或是質疑發放基本收入所需的財政來源何處來，再者，基於政治現實，無條件基本收入實行後並不一定能刪減原有的社會福利制度，變成兩邊都要支出，加重政府財政負擔，再來，如果採取節流整合社福的做法，反而也有可能使得部分弱勢人士所能享有的福利或救濟會減少，等於減少了他們能受到的救濟，影響生活。也有人擔心有人獲得基本收入後揮霍無度，或購買煙酒毒品等危害社會的現象。
贊成者認為可以幫助人們從勞動中解放，不再需要與基本生活對抗，從而進行真正想做的事，使人類社會更進一步的進化發展，而即使人們失去工作的意願，在科技發達，機器人、人工智慧與自動化生產與服務日漸普遍的今日，只需很少的人力，而照樣能供應足夠生活所需，藉以平衡資源分配，改善貧富差距、落實生存權，而且人們就可以有更多時間從事有興趣的活動，而且許多研究指出，基本收入不會使人們失去工作的意願，反而更熱愛做事情。有消費就會有生產，消費行為也會成為工作一種，在AI與自動化一定會到來。

## 緣起與目的
这个主意来自于中世纪，《乌托邦》的作者英国人文主义者、社会哲学家托馬斯·摩爾（Thomas More）。他认为，理性化的平等原则、勤劳和追求教育是民主的基本特征。20世纪，法国社会哲学家安德烈·高茲（Andre Gorz）是固定收入的坚定拥趸。不同国家都曾尝试过引进无条件收入，例如巴西、古巴、蒙古，纳米比亚和德国（在有限程度上）。欧盟和部分欧洲国家也尝试过。
基本收入的起源 — 烏托邦
保證每個公民從政府獲得收入的想法，並不是最近才有的，打從文藝復興時期已經在述說。這個主意來自於中世紀，曾為歐洲人文主義重鎮的魯汶，正是「全民基本收入」理念的發源地。
英國思想家摩爾（Thomas More）的經典名著《烏托邦》（Utopia），於1516年在魯汶出版，該書敘述了主角曾與英國坎特伯里大主教的一段對話，他注意到毫無意義的死刑判決，並沒有讓16世紀的英國減少偷竊、暴力和殺人，不如讓所有窮人皆能享有最基本的生活所需，才是徹底根除行竊的方式，是公認歷史上最早的基本收入想法之記載。
當然，這是一個虛構的故事，而書中描繪的那個沒有貨幣與私有財產，人人平等，一切人盡其力、物盡其用的理想國度，是一個「不存在的好地方」(「烏托邦」一詞的字面意思)。
將『最低收入保障』制定務實計劃的人，其實是摩爾的好友，法蘭德斯學者喬漢尼斯．維夫斯（Juan Luis Vives，1492-1540）。維夫斯應該被視為真正『基本收入理念』之父，因為他是第一個制定詳細計劃的人，基於神學和務實的考慮，並為此制定一個全面的論據。
在摩爾的《烏托邦》出版後不久，維夫斯來到魯汶教書，但大部分的時間居住在布魯日，維夫斯一度向市長主張： 我們必須照顧所有每一個無力維生的市民，且不論他們是因為什麼樣的理由淪落到如此地步，都應當享有最低限度的支助來生活，絕不能死於挨餓。
他的具體想法闡釋於其1525 年著作《論濟貧》（De Subventione Pauperum）當中，雖然援引了基督教神學作為理據的他，也顧及了許多務實條件，因此認為：窮人在享受公共資源的時候必須付出勞動——甚至，他認為唯有持續的勞動才能讓那些因為賭博或揮霍無度而窮困的人，不再墮落。
18世紀末，法國啟蒙思想家孔多塞侯爵( marquis de Condorcet )首創救濟貧困、提倡社會保險、保障勞動者生活的法律，美國開國元勛 湯瑪斯‧潘恩( Thomas Paine ) 明確地表達政府應該定期發錢給國民，他認為國家天然資源屬於每個國民，若要使用應該給予補償，撰寫了《人的權利》和《耕地正義》，後人稱之為是「自然繼承」。
摩爾的《烏托邦》、維夫斯的《論濟貧》，加上孔多塞侯爵的『社會保險』以及湯瑪斯‧潘恩的《耕地正義》，讓這種以公共財源資助且由政府發放最低收入保障的觀念得以合法化，而非完全仰賴教會或有錢人的慈善捐助，被視為基本收入的重要開端。
救濟應該在瘋狂或邪惡的行動醞釀之前；在貧窮人面對羞恥之前；在艱難而不討好的要求之前得著，才會令人感到喜樂且更值得稱頌。即使那些通過宴樂，貪婪，過度奢侈，暴飲暴食和賭博而放縱生命的人，也應當獲得食物，因為任何人都不應該死於飢餓。如果窮人不允許成為寄生蟲，為什麼富人就可以？
 — Juan Luis Vives，基本收入之父，1492-1540
而主張人人生而平等的美國開國元勳傑佛遜（Thomas Jefferson）也曾提議，沒有財產卻願意耕作的人，政府應該配給每人50 畝公有地，這個構想後來演變為林肯總統時代的《公地放領法》（Homestead Act），保障公民能以極低金額取得耕地。《公地放領法》自1862 年生效、至1986 年終止，總計超過160 萬人受惠，吸引許多人加入拓荒行列，帶動密西西比河以西的蠻荒地區開發，農、礦、鐵路運輸等產業都蓬勃發展。
到了20世紀，哲學家、經濟學家和社會科學家突破意識形態及宗教道德的範疇，探索給每一位公民一個基本生存需要的『基本收入』。
英國哲學家伯特蘭·羅素（Bertrand Russell）於1918年出版了《自由之路：社會主義、無政府主義和辛迪加主義》，他在分析了第一次世界大戰期間發生的偉大社會運動以後指出： 我們倡導的計劃實際上意味著， 足夠維生的基本收入，必須滿足生存條件，應該完全保障、無論他是否有工作； 豐厚的基本收入，以商品的全部總量為依據，給那些願意從事對社會有益工作的人。
同年米爾納夫婦  Mabel 和 Dennis Milner 出版了進一步論證的文本《國家紅利計劃》，丹尼斯．米爾納 Dennis Milner 於 1920 年在他的出版物《以國民產出紅利促進生產》上進一步作了詳盡說明，提出了一個隨國家生產力水平而變化的最低收入的建議。米爾納的提案是：所有個人在任何時間都應當從中央基金領到最低收入，這筆錢應當足以保障他們的生存和自由、免於貧窮淪落；所有人還可以依據他們對社會貢獻的比例，再從中央基金領到額外的生活津貼。
1960 年代，美國經濟學家米爾頓·傅利曼( Milton Friedman)主張將福利政策與所得稅制度掛勾，人人享有相同免稅額，收入超過者繳納稅金，收入不足者由政府按比例提供現金補貼，稱為「負所得稅」（negative income tax, NIT）。當時，非裔人權主義者馬丁路德˙金恩博士 Martin Luther King, Jr  也呼籲實施有保障的收入。
1000名經濟學家簽署了一封信，宣稱『最低收入保障』對經濟來說是正確的。美國總統尼克森通過了美國眾議院推動了一項法案：家庭資助計畫（Family Assistance Plan），打算向無工資收入的家庭，每人一年發放1,600美元的補助金，但同時遭自由派與保守派議員杯葛。因為右派認為補助金額太高，左派批評金額太低、並反對與就業與否掛勾。
1980年代直到20世紀末，基本收入在歐洲的幾個國家曾針對此構想進行積極的討論，進入21世紀，自動化及人工智慧即將帶來科技性失業，基本收入的概念得到了經濟學諾貝爾獎得主、矽谷的科技巨頭、自由左派、保守派卡托研究所以及許多專家學者的支持。
全民基本收入這種概念，是歷世歷代許多思想家夢寐以求之物，這是一個很古老的烏托邦思想，我們所處的時代，是有史以來完全具備實現「全民基本收入」的黃金時代。

### 現行社會福利體制的侷限與弊端
目前所有的社會福利制度，都有特定對象的資格及條件，例如失業人士、清寒家庭、身心障礙者等，都需要審查申請者的資格及條件，並防止冒領或不合資格及條件者使用，但無可避免會出現隱私、尊嚴、對申請者的負擔的問題，並需要耗費大量人力物力來審閱資料與調查真實性，並對申請者解釋資格及條件，而有些情況也無法明確定義，並設有各式各樣的條件資格與限制，造成對社福需求者的標籤化、污名化，而生活中一旦這些保護或指定的環境或條件消失了，就可能面臨失去使用這個社會福利的資格，也造成有些人不一定真有需要卻可以取巧的通過條件的審查獲得福利，而造成就業困境或失業困境或其他的衝突，形成福利詐騙、行政官僚、貪腐等各種社會問題。
由於社會福利制度需要有需求的人主動申請，申請者需要填寫眾多的資料並提供所需的證明文件，並判斷條件與使用資格的存在，因此有可能需求者不知道有此社福或因其他原因而無法申請，或不知如何申請，或無法通過審查，因此會有一部分需要的人卻沒有辦法得到社會福利的幫助。
為了防弊，社福制度還會有後續的查核、追蹤或管理，以確保社福資源能用在原來規劃的用途，或是確保社福使用者的資格仍存在，但也介入社福使用者的生活，影響其自由與尊嚴，並需等待處理的時間，耗費大量的行政資源，最後端的執行上效率也因指定用途變得綁手綁腳。

### 技術性失業
科技進步，大量與快速地使用機器和人工智慧取代多餘的人力，雖然新科技確實也能創造新工作，像過去農業、工業自動化後，釋出的人力可以從事當時新創的服務業工作，但隨著機器人深度學習技術的問世與人工智慧的發展，將全面性地影響所有產業，包括服務業、製造業、金融業、農業、礦業以及其他產業等，而現在創造新工作的速度已不足以彌補原有勞動力被取代的速度，也就是說，每創造出1份新工作時，會有2份甚至更多的就業崗位消失。
根據牛津大學在2013年，對於美國702種主流工作電腦化影響之分析，研究結果顯示，10～20年之間，47%的工作有被取代的風險；已開發國家於1980年代電腦化技術增加了8%的就業機會；但到了1990年代只增加4.4%；至於2000年以後，新職務僅增加了0.5%，服務業的工作崗位也正快速的被機器取代，包括數位相機與智慧型手機的普及，取代傳統相機、底片、照相館、相片沖印，以及2014年初上路的台灣高速公路etag電子收費系統，取代人工收費員。製造業部分，也正在逐步以智慧化、自動化等科技來取代工人，甚至進一步出現完全無工人的關燈工廠，商業上，網購搭配無人車及無人機配送、加上自助取貨、自動販賣機無人商店等趨勢，在產出相同的前提下，無論是原來工人人數減少或全部被取代，都造成人力暫時性或永久的失業狀態，即使有新工作，但所需的技能與條件未必符合被取代的工人。
在現行經濟體制下，失業者將失去參與經濟分配的權利，且要找到新工作越來越困難，而現行社會福利體制也有許多不足之處，但工廠仍能藉著機器人、自動化、互聯網、人工智慧等科技，生產出足夠甚至更多的產品。
工作被機器取代，人們可以發明新工作，但需要考慮周轉時間與成功率，政府可以藉著無條件基本收入發放貨幣給國民，以讓即使失業的國民也能參予資源分配，並享受自動化科技減少人類勞動需求的成果，而不必跟機器競爭。
而最近數十年的科技發展，加大了貧富差距，也造成年輕世代的低薪現象，終身僱傭制解體，而看似彈性但無法保障生計的工作正快速增加，包括零工經濟

## 財政來源
可用於發放基本收入的財政來源如下：

### 稅收與社會保險
由課徵稅捐或開辦社會保險的方法取得發放基本收入的財源，包括：
- 所得稅：個人所得稅或企業所得稅，包括採用累進或單一稅率
- 交易稅：包括消費稅（或稱營業稅）、遺產與贈與稅、資本利得稅、奢侈稅
- 財產稅：包括對房屋、土地、車輛的持有與交易徵稅。（房地合一實價課稅）
- 環境稅：包括環境汙染稅與綠色稅制，以及能源稅、碳稅等環境稅負，來修正環境的外部成本。
- 減少或取消免稅額、租稅優惠
- 使用者付費，包括公路通行費、護照費等規費
- 對依資源消耗及佔有的程度累進（增加）收費，包括自來水[24]、電力[25]、天然氣[26]、停車費[27]、公共自行車[28]租借等，累進收費指"用越多，單位價格就越高"的收費設計。
- 社會保險，以類似勞保健保的方式，籌集用於發放基本收入的資金
- 提高增值稅率以階梯式分類: 將商品以使用性質差別抽稅，如民生消費品與奢侈品以不同稅率徵收，目前歐洲部分國家採取此種方式徵收。

### 增加貨幣發行量
發行新貨幣或創造信用以發放基本收入，包括：
- 印鈔票或鑄造硬幣（鑄幣稅）[29]
- 向銀行以存款準備金比率創造信用的方式貸款[30]
- 量化寬鬆QE
- 直升機撒錢[31]
- 舉債

這些方法皆屬於通貨膨脹，只能在採用法定貨幣中運用，不適合用於商品貨幣，此作法通常會伴隨物價上漲，但隨著新科技、機器人與自動化的發展，人類付出相同的勞動力可以生產更多的商品、資源及服務，這樣物價漲幅會減緩或抵消，回到平衡。

### 整合社會福利、節約財政支出
以下方法是以整合社會福利、節約財政支出等方式，讓省下來的行政經費轉用為發放基本收入的財政來源
- 整合社會津貼與社會福利，包括育兒津貼、學生資助、失業保障金、房屋津貼、傷殘津貼、退休金、各種補貼等。[32]
- 由於基本收入不論個人狀況將自動享有，不存在以欺騙的手段而獲得社會福利的福利詐騙問題，因而節省管理與執法的成本。[5]
- 減少與社會福利有關的尋租、行政規劃、防弊稽查的成本，減少政治主導資源配置、減少官商勾結。[33]
- 基本收入縮減官僚體制的規模，而能整合相關社福的單位，而減少社福申請的審查資格與審閱資料所需的人事與業務成本（包括審查資格所需的文件、人事、辦公空間的場地、水電、設備或其他耗材支出等）。[5]
- 減少或停止針對特定財團法人的補助優惠，直接整合給全體人民。
- 樽節與提升公帑運用的效率，節省財源。[34]
- 無條件基本收入可降低健康、治安、事故等社會問題所衍生的社會成本，以及減少貧窮所致的疾病或壽命縮短所導致的勞動損失，及更多創造力與創意的產生的附帶利益。[35]
- 取代最低工資，以避免其弊害[36]。
- 縮減沒有迫切需要的建設與預算，樽節不需要的支出

### 公共企業、公有資源
- 經營公營或社會企業，賺取利潤，作為基本收入分配全民，可以購買其產品，回流資金。
- 研發機器人、人工智慧、物聯網等科技從事自動化的生產活動，生產民生物資與服務，並減低不必要的人工勞動，技術全民共享。[9][37]
- 成立信託基金，以賺取孳息。[38]
- 發展機器人與自動化生產的產業，減少對勞動力的需求，或同樣的勞動力可生產更多產品或提供更多服務。
- 提高生產力與資本效率，並減少浪費。
- 出售或開採公有天然資源，如土地、石油、金屬、礦物等，分配收益（此想法稱為喬治主義），例如盛產石油的國家的油元[39][40][41]。
- 發動募款或捐贈物資、黃金等貴金屬，由有意者自願捐贈。
- 回收可以再利用的資源。

## 可能帶來的社會影響

### 降低貧富差距
貧富差距於近年不斷加大，各項數據都指向社會的財富分佈往頂端的1%集中，而他们目前已經掌控全球一半以上的財富，造成M型社會貧富差距不斷增大，形成富者越富、貧者越貧的局面。
無條件基本收入為解決目前經濟問題的方法之一，雖然無條件基本收入表面上看似齊頭式平等，但仍能較大的幫助弱勢的人群或家庭，因為基本收入是每個國民都領取相同金額，但此金額與每個人的原有收入或財產的占比是不同的，對於身價百億美元的富豪，或三餐無法溫飽的窮人，占比必定不同，由於窮人可領取相對原有收入或財產較高占比的基本收入，而越富有占比就越低，因此也能縮減貧富差距，例如富人甲原本有$9000，窮人乙有$1000。窮人乙佔社會財富10%，富人甲是窮人乙的9倍。如每人發放各$500，富人甲增加至$9500，比率為5.55%，窮人乙增加至$1500，比率為50.00%，也就是再增加一半，因此窮人乙佔社會財富比例便增加至13.6%（$1500/($9500+$1500)），富人甲與窮人乙的倍數降低至約95/15=6.33倍，而達到減緩貧富差距的效果。

### 消除收入標籤
基本收入完全不須提供與調查個人生活或財產狀況等大量詳細資料，也不限定資格與條件，不需要取得如租稅申報那樣的資料，不僅節省了成本與大量資料審閱與分析，而且也能保護人民的隱私與尊嚴，徹底消除特定群體或個人被標籤化、污名化、歧視及逆向歧視的疑慮，不再發生明明很窮、生活困苦卻因資格不符而無法得到社會福利的狀況，並節省大量審查人力等的行政資源，轉而用於更能增加人類整體福祉的用途。

### 提振內需
由於擔心失業或意外，或供養老等儲蓄用途，多數人考慮到此不願意消費，或因此減少消費，而影響內需，將低於基本收入的人們的收入提高至基本收入以上，可提升低於基本收入者的消費力與經濟穩定感，並提升消費的人口數與金額，提振內需市場，經濟將會活絡，並讓更多人能具有足夠的購買力來分享到科技進步的成果。

### 就業誘因
與失業救濟、 低收入戶補助等社會福利不同的是，即使從事就業，也不會影響基本收入的領取，因此無條件基本收入比起現行的有條件的“失業救濟”，會更少的影響了從事勞動的積極性，比起失業救濟是一有工作就喪失領取資格，和低收入戶補助因為從事就業而讓收入超過門檻，而有強烈的動機不再從事工作，或只願意從事部分工時的低薪工作外，基本收入對於就業的影響就稍緩一些，無條件基本收入假設每月8000元，失業救濟再加2000元，與原來有條件的“失業救濟”金額一致，對失業者而言，失業時都每月10000元。但其實很不同，因為這樣一來，失業者如果找到工作，則不再領2000元救濟，但仍有8000元無條件基本收入。因此，只要一份工作機會的收入大於2000元，失業者找工作就會有激勵。而在有條件的“失業救濟”體制下，只有外面工作機會的收入大於10000元時，失業者才會去工作。

### 整合社會福利相關政策
整合最低工資、退休金、全民健保、國保、勞保、稅制、失業救濟等社會福利或社會保險、各項名目的補助，整合全部纳入無條件基本收入，化繁為簡，減少實行社會福利政策所消耗的人力物资，包括審查使用社會福利的資格所需的文件資料審閱、人事、辦公空間的場地、水電、設備、其他耗材支出等，并縮減官僚體制的規模。因此能讓其施行較不複雜與更便宜，同時也能更公正與更具有解放性。

### 迫使企業改善環境
無條件基本收入，是不需要工作也可以維持生活所需，使勞工無需為了維持生計而勉強工作於惡劣甚至是違法的環境，迫使企業為了徵求人，改善工作環境以及相關薪資等等條件。減少為了生存而被迫幫公司從事或隱瞞非法行為、減少血汗經濟的受害者，無條件基本收入也能取代最低工資制度，以避免平均薪資水平等於最低工資的弊害。人們能選擇減少其工時，同時卻不需犧牲過多的額外收入，可誘發更佳的工作分配，因為減少工時的人們，將增加那些目前被排除在勞動市場之外的人們的工作機會，取得工作会更加容易，竞争更小。

### 迎合短期工作產業趨勢
在彈性勞動制度下實施無條件基本收入，人們有能力拒絕不適當的工作並且能保障基本生活，將會使工作重新定義，能選擇真正想做的事，不再著眼於工作薪水高低。這將使工作效率提昇，改變整個經濟的結構，大幅提升工作滿意度。人們會傾向於尋找更具有創造、刺激、富於變化的工作，許多需要勞心勞力的工作，因為智慧產業的不穩定性，造成無法全力投入，又因為智慧產業的獨特性，使得許多的點子埋沒在需要依存著有「工作」才能生存的社會中，無條件基本收入很可能可以改變這些問題，而且將重新定義「工作」的解釋，未來低貨幣性生產力但又有豐富社會價值的工作，例如被自動駕駛車取代的某觀光城市計程車司機，就可以繼續存在。

### 無償工作的認可
並不是所有的工作產出都會算進去GDP等經濟數據中，人類社會中存在許多不通過市場交易的無償工作，英國人每年的無償家庭勞動，估算的總價值高達一萬億英鎊，而發放基本收入是認可社會價值與社會地位的方法，並且幫助讓社會更進一步接納這些工作，有許多工作是即使無償也會有人願意從事，因為這是他們的生命、熱情、興趣，基本收入可以確保這些人的生存無虞，他們將會有更多的時間可以釋放他們的創造力，成為商業對價交換以外的系統。基本收入將讓人們重新思考為何要工作以及真正的需要是什麼。

### 更專注的社會運動
現今的許多社會改革多是由學生發起，或是由關注某些社會議題的人士在從事著不穩定的臨時工作之餘所得到的成就，因為社會運動也是智慧產業的一部分，但通常只有空閑的學生或有志進行的人士有心力去犧牲某些利益來完成這些事情，無條件基本收入將造成這些人有更多的時間與心力來從事這類的政治活動，或變成政黨來提出與執行各種政策與目標，人們也更有心力與時間來研究參與這些政策的制定與追蹤。

### 更加穩固社會關係
一些反對者認為當人們不再需要為金錢所煩，為工作所累，便失去了付出的動力，不愿再去工作，人類的物質供應也將因此崩潰。當然支持者認為，人們會因此尋找自己感興趣的工作而更有效率。不過可以肯定的是，人們會花更多時間與家人、朋友、鄰居相處，乃至於花費更多時間與精力經營並擴展人脈、組織更龐大且靈活的朋友圈、社交圈與團隊，從而使人類的社會關係更加穩固，並以此延伸出的互助需求與實際協作，產生新的科技研發與方向，將帶給人類更好的產品與體驗，以及更精緻細膩的文明與文化。

### 真正的自由
基本收入不僅意味著我們可以擺脫養家糊口的限制，而且還意味著實現個人和社會目標的自由。當工作時間減少時，工作就不僅僅是生存的手段。就算罷工也不用擔心不工作就會餓死，讓每個人都擁有不爽不要做的自由。基本收入可以有效地保障、及促進每個人的實質自由。不只是形式自由，也包括行使自由所需要的資源和條件。享有自由者，不僅有權利去做自己想要做的事，自主選擇去做的事或是相對於自己有道德義務去做的事，且享有實際上去做這些事情的自由。以及不被工作綁住的人生。

### 促進性別平等
基本收入不論性別或性傾向，每個人的金額都一樣，賦予每個人自主權，減少對他人的經濟依賴。
在印度中央邦的實驗，在其中一個村，實驗開始時，年輕女孩子註冊的照片都帶著面紗，但幾個月後研究者回訪的時候，發現沒有一個年輕女子帶面紗。一個女孩子被問到的時候說，以前長輩說什麼她們就得做什麼，現在她們有了自己的錢，自己可以決定去做什麼。
家庭主婦沒有自己的經濟收入，只能依賴丈夫，不僅加重了丈夫需要養家活口的負擔，也讓一部分丈夫藉此控制家庭主婦（父權社會），而基本收入的支持將是個人經濟賦權的一大助力，家庭主婦不用受丈夫控制，家務勞動也有基本收入認可，而能與男性平起平坐，相對的，丈夫也減少養家活口的負擔，不需要為了收入，需要屈就條件惡劣的血汗就業環境，減少性別不平等的問題。
如果實施全民無條件基本收入，也能減少廉價看護、買賣婚姻、買賣人口等問題， 這些都與性別的弱勢有關，而根本的原因還是與經濟有關。

### 促進環境保護
當人們不必再為了滿足基本生活需求而就業時，一些不環保的工作隨之減少，例如廣告、行銷、過度砍伐森林、捕撈海洋生物，社會應朝向有需要才生產的模式，生產過剩導致大量促銷。避免資源過度浪費，拒絕追求充分就業才是基本收入的核心。減少計劃性報廢，為了賺錢故意製造爛商品，要你一直買，但限制此種做法會造成工人失業。生態永續層面。在生產效率不斷提高(科技進步)、人口不斷成長的背景之下，追求充分就業就等於追求不斷的經濟成長。而不斷的經濟成長，實際上卻會對地球資源、能源供給、生態環境造成極大的壓力。事實上，正是為了滿足充分就業的想法，造就了大量以循環消費為前提的製造業、以鼓吹消費為依歸的行銷業、以買空賣空來套利的各種金錢遊戲。在現有的經濟體制當中，這些通通被視為有「貢獻」的經濟活動。但從地球資源和人類文明永續發展的角度來看，這些經濟活動都是有害。

### 減少社會成本與犯罪率
讓貧窮與經濟上不安全感存在，事實上耗費的社會成本更高。用來評估全民基本收入成效不只是發放總金額而已，減少社會因飢餓匱乏與經濟上不安全感而鋌而走險的治安防範與監禁人口的減少，街友造成的髒亂與衛生問題。精神壓力與因貧窮而無法過上健康的生活型態所產生的醫療費用，因為財務壓力造成的自殺、虐童、家暴這些社會成本都是應該算在內的，貧窮造成的連帶社會成本遠超過基本收入的發放成本。大多數犯罪（例如窮人為了生存需求，出賣金融帳戶成為詐騙人頭戶）與缺乏基本生存所需要的金錢有關，要防制犯罪是提供所需而非嚴刑峻法。嚴刑峻法無法阻止因為飢餓或者經濟壓力產生的暴力行為，對於面對生存壓力或者被債逼迫的人而言, 不是要自殺就是要殺人。處於經濟困境的壓力容易讓人對社會產生憎恨，這種隨機暴力犯罪隨著貧窮繼續增加,很不幸地會跟著增加。
基本收入可以提供人民安全感，以減少因貧窮、飢餓、匱乏與經濟上不安全感與財務壓力所衍生的犯罪問題，減少"飢寒起盜心"之問題

### 後稀缺
企業將增加改用自動化機械的動力，例如機械手臂、自動駕駛汽車等等，這使得對人力的依賴能夠逐漸降低，未來即使許多人不再工作，還是有足夠資源滿足全人類的生活所需，成就後稀缺的境界。當機器人與自動化產業日趨發達時，供給過度將使得價格下跌，越來越多的產品將更便宜或免費，不再需要太多的金錢。

## 各地現狀

### 施行於境內部份地區

#### 美國
阿拉斯加州石油藏量豐富地區的居民，靠出售石油讓每個居民每年拿取900美元。不過基於此概念的阿拉斯加永久基金，每年發放額度不一致。

#### 印度
在聯合國兒童基金會（UNICEF）資助下，2011年在中央邦北部9個村莊推動18個月的扶貧計畫，由女性就業互助組織（SEWA）與聯合國福利機構聯手，1100個家庭中年滿18歲每個月可獲得200印度盧比、兒童100盧比，後來分別提高到300盧比、150盧比，總計約6,460人受惠。前3個月發放現金，之後為了給官方樹立榜樣，全部由銀行轉帳。此計畫使得整體儲蓄增加、衛生條件、上學比例大幅提高、營養狀況都有顯著的改善。

### 進行限期實驗

#### 荷蘭
根据美國政經網路媒體《QUARTZ》于2015年6月30日的報導，荷蘭第四大城烏得勒支和烏得勒支大學合作，預計於2016年1月起進行基本收入的社會實驗，計畫負責人是霍斯特（Nienke Horst），成人每月將會得到約900歐元，而伴侶或家庭每月1,300歐元。該實驗大約有300人參加，其中至少有50人可無條件获錢，除了這一組外，還會有其他三組分別受到不同嚴格程度的規範，最後還會有遵循現行福利法的控制組。

#### 芬蘭
2017年2月，芬蘭實施一項實驗，在兩年內挑選正在領取失業補助的2000居民提供560歐元的基本收入。但是卻告知受試者無須履行尋找工作就業的義務，於是這項邏輯錯誤的實驗引起許多爭議， 設計不當取樣不正確的政策， 這被用來反對全民基本收入的人作為領取了無條件基本收入，人們不會主動去找工作，原因在受試者被告知不帶任何條件，而這群受試者原來就是領取失業救濟金的  ， 對設計研究者而言是錯誤示範，  如果需要真正試辦樣本數必須取自全國縮小尺規， 而非特定某一族群。

#### 加拿大
多芬（Dauphin）于1974至1979年进行實驗「米糠計畫」（The Mincome program），依照每個人收入多寡，定期發錢給全體市民。為了鼓勵接受補助的人繼續工作，制度設計保留了相當的彈性。完全沒有收入的家庭（或個人），每個月能夠支領一筆固定金額，若有工作或其他補助收入，每增加 1 元收入，只會減少 0.3～0.7 元的補助，直到該戶（員）總收入，超過低收入戶標準。經過5年，工作的時數下降，許多人選擇重新回到學校學習。
曼尼托巴大學經濟學家傅婕（Evelyn L. Forget）專門研究米糠計畫，于2011年出版了一份報告名為《沒有貧窮的城鎮》（The town with no poverty），發現一旦实施无条件基本收入，男性不容易輟學，女性则可申請較長的產假。整體上人們在生理與心理上都更健康，藥物濫用、家暴、酒駕減少、上醫院的次數與費用将相对減少。
1977年，加拿大保守派取得省執政權，1979年更進一步贏得聯邦政府執政，隨後他們停止了米糠計畫。
2017年4月25日，安大略省选定3座城镇，随机挑选4000位居民进行为期3年的“基本收入制”实验，每年发放每人最高1万7000加币的基本收入。

#### 納米比亞
2009年開始進行2年實驗，經費來源自那米比亞教會的委員會、一些工會組織，還有非政府組織(NGO)。神父 Wilfred Diergaart 和主教 Zephania Kameeta挑上Otjivero，這裡是沙漠中的三不管地帶，居民來自不同族群背景。科學家 Claudia 和 Dirk Haarmann對這個地區進行詳細的研究，他們和開普敦大學合作分析結果。拍攝紀錄片「每個人的基本收入-Panorama iedereen een basisinkomen（A Basic Income for everyone）」，全部共930個居民，每個月發放每個人100元納米比亞幣（7歐元），使得營養不良從42%下降到10%，擁有足夠的食物，變得更積極，開始用心過生活。

#### 肯亞
正進行每月30美元的發放實驗。（2016年）

#### 大韓民國（南韓）
京畿道是南韓人口最多的地區，於2019年4月29日和30日舉辦基本收入展覽，以配合青年基本收入計劃的啟動。該計劃每年将無條件向京畿道24歲的居民提供100萬韓元（900美元）的當地貨幣。
現在，前京畿道省長李在明原是城南市市長，他对該計劃首先進行了試點。李在明在去年的地方選舉中將他的青年紅利計劃擴大到他的獲選宣言的一部分，該計劃從2019年4月開始擴展到整個京畿道。
關於京畿道青少年基本收入的爭議之一是它將以當地貨幣發行，這種貨幣只能在省內使用而不是現金，遠遠不是理想的基本收入。
儘管有其局限性，但該計劃仍有一些希望。鑑於當地貨幣只能用於該省的小企業，它可以刺激當地經濟，並為更廣泛的聯盟提供支持基本收入計劃和基本收入的基礎。此外，基本收入可以被視為更廣泛的社會重新構想的一部分，而當地貨幣是重建社會經濟的一種方式，可以成為重新構想的一部分。正如托馬斯·潘恩曾經說過的那樣，時間使得皈依者多於理性，雖然青年基本收入有限，但它肯定是基本收入進入政治現實的一步。

### 已進入政治討論

#### 德國
2008年，德國和瑞士的基本收入協會（Netzwerk Grundeinkommen）發行了一部關於基本收入的紀錄片「無條件基本收入：一個文化的推動（Grundeinkommen：ein Kulturimpuls）」。片中談到了基本收入的運作方式、資金來源和這項制度的優點。

#### 瑞士
2006年，社會學家让·齐格勒認為基本收入是「所有的最迫切的想法之一」。
2008年，恩諾史密德（Enno Schmidt）和 丹尼爾漢尼（Daniel Häni）製作了一部名为的电影:  無條件基本收入: 一個文化的推動 （页面存档备份，存于），并上传至YouTube，該影片擁有超過40萬個點擊量，主要在法語和德語國家中傳播，後來被翻譯成五十多種語言在全球傳布。
2012年4月，瑞士發起立法倡議，旨在收集100,000個支持簽名，以執行在瑞士的公投。
2013年9月，該倡議獲得約126,000簽名並在10月4日把他們交給瑞士政府，準備進行全國性的公民投票。
2016年6月5日，瑞士举行公投，以决定是否每月向每名成年公民发放将近2500瑞士法郎(約2570美元)。反對者約76.9%，贊成者約23%，否决了这次全民补助计划。市民擔心「不勞而獲」會令許多人不再工作，並吸引其他人移民到瑞士領取福利。

#### 中華民國（臺灣）
從2017到2019年 UBI Taiwan 每年籌辦亞太地區的基本收入國際高峰會。這些高峰會聚集了來自世界各地的學者專家，討論如何在台灣推行基本收入。UBI Taiwan 在2020年12月13日進行了有史以來第一次的基本收入大遊行。

#### 香港
在2017年香港特首選舉期間，其中兩位候選人曾俊華及胡國興均提出過近似的負入息稅概念，但被另一位後來當選的候選人林鄭月娥批評其資訊「過時」，因相關提議曾被稅務部門否定，最後由另一部門的新福利項目替代。

## 運用類似概念的創作
在《星艦迷航記VIII：戰鬥巡航》中，畢凱艦長曾提及未來世界已經不再使用貨幣、人們也不支付薪水，工作是為了成就人類美好的未來。不過劇中科技雖進步、有可持續利用的能源，但家家戶戶需要的物品，幾乎都由複製機製造，所以星際聯邦還是資本主義，只是貿易、貨幣無用武之地，需要透過交易取得的是一些特殊資源，例如曲速引擎使用的材料。

## 外部連結
- UBI Taiwan 官方網站
- UBI Taiwan Youtube 頻道 （页面存档备份，存于）
- UBI Taiwan 台灣無條件基本收入臉書粉絲專頁 （页面存档备份，存于）
- 全球基本收入聯盟官方網站 Basic Income Earth Network （页面存档备份，存于）